# Wladimir Wassiljewitsch Muchanow

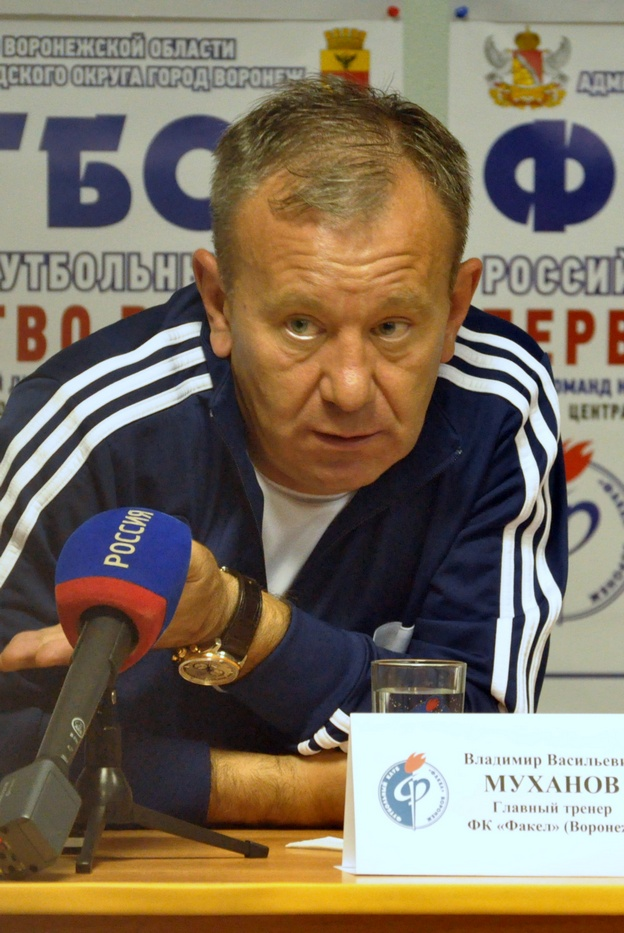
Wladimir Muchanow, 2013

Wladimir Wassiljewitsch Muchanow (russisch Владимир Васильевич Муханов; * 20. April 1954 in Ramenskoje, Russische SFSR) ist ein ehemaliger russischer Fußballspieler und derzeitiger -trainer.

## Spielerkarriere
Der Stürmer spielte in seiner Karriere von 1973 bis 1992 beim PFK ZSKA Moskau, FK Rostow, Lokomotive Moskau, FK Fakel Woronesch und FK Sokol-Saratow.

## Trainerkarriere
Von 1992 bis 2001 war er bei mehreren unterklassigen russischen Vereinen als Trainer tätig. 2003 übernahm Muchanow den Cheftrainerposten beim kasachischen Erstligisten Tobol Qostanai, wo er bis zum Ende der Saison 2004 unter Vertrag stand. In der Spielzeit 2005 war er Cheftrainer beim FK Astana. Zwischen 2006 und 2012 trainierte er die Mannschaft des FK Aqtöbe. Im Frühjahr 2013 wurde Muchanow vom russischen Drittligisten FK Fakel Woronesch verpflichtet. Seit dem Dezember 2013 war er Trainer des FK Chimki. Im Dezember 2014 übernahm Muchanow den Cheftrainerposten beim kasachischen Aufsteiger Oqschetpes Kökschetau.

## Erfolge
- Kasachischer Meister: 2007, 2008, 2009
- Kasachischer Vizemeister: 2003, 2006
- Kasachischer Pokalsieger: 2005, 2008
- Kasachischer Supercupsieger: 2008, 2010